# Saint-Broingt-le-Bois
Saint-Broingt-le-Bois est une commune française située dans le département de la Haute-Marne, en région Grand Est.

## Géographie

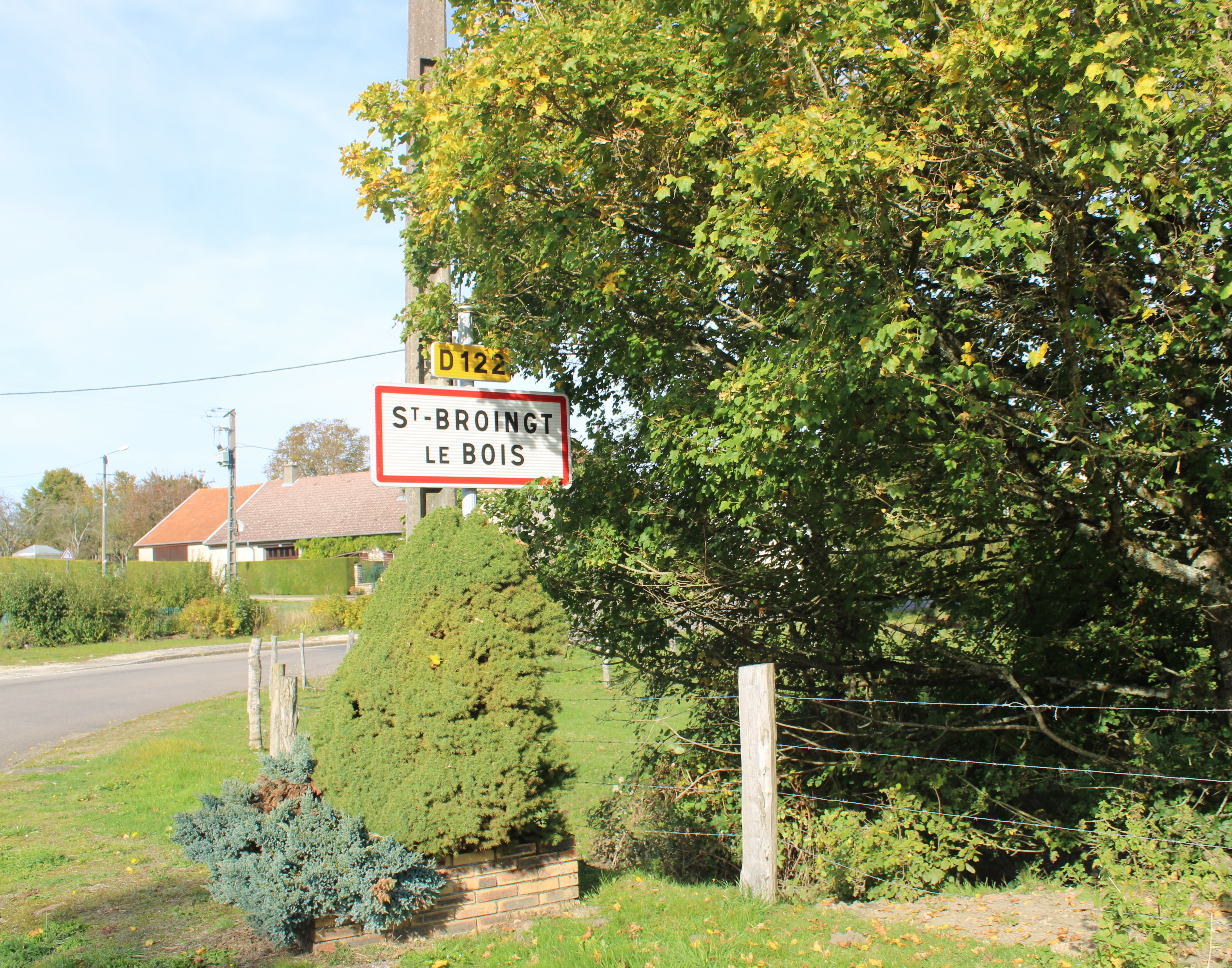
Entrée du village.

| Heuilley-le-Grand |                       | Rivières-le-Bois |
|                   | Saint-Broingt-le-Bois |                  |
| Chassigny         | Maâtz                 | Grandchamp       |

### Hydrographie
La commune est dans le bassin versant de la Saône au sein du bassin Rhône-Méditerranée-Corse. Elle est drainée par la Flasse et le ruisseau du Rang des Vignes.

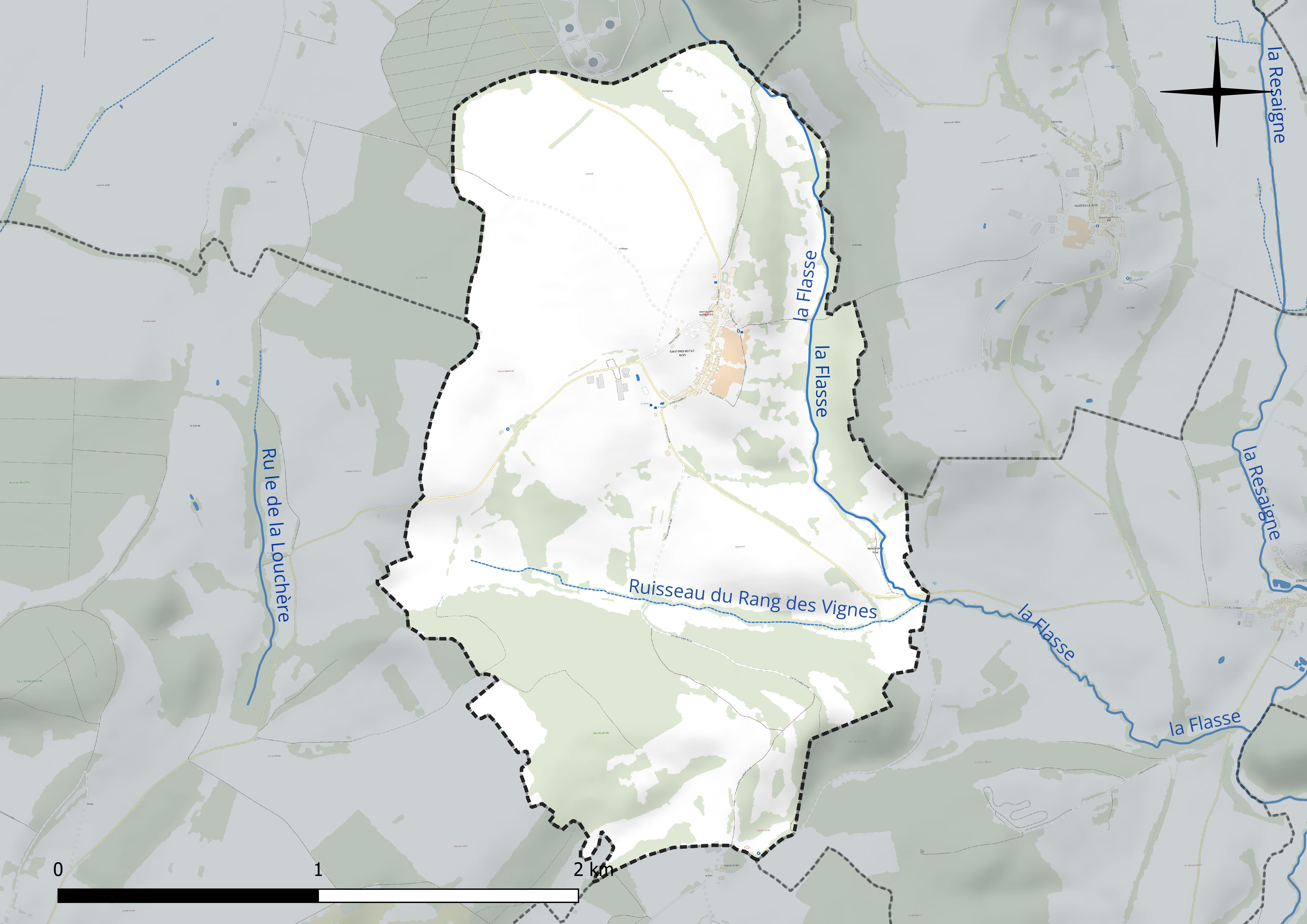
Réseau hydrographique de Saint-Broingt-le-Bois.

### Climat
Pour des articles plus généraux, voir Climat du Grand Est et Climat de la Haute-Marne.
En 2010, le climat de la commune est de type climat des marges montargnardes, selon une étude du Centre national de la recherche scientifique s'appuyant sur une série de données couvrant la période 1971-2000. En 2020, Météo-France publie une typologie des climats de la France métropolitaine dans laquelle la commune est exposée à un climat océanique altéré et est dans la région climatique Lorraine, plateau de Langres, Morvan, caractérisée par un hiver rude (1,5 °C), des vents modérés et des brouillards fréquents en automne et hiver.
Pour la période 1971-2000, la température annuelle moyenne est de 10 °C, avec une amplitude thermique annuelle de 17,3 °C. Le cumul annuel moyen de précipitations est de 943 mm, avec 12,8 jours de précipitations en janvier et 8,4 jours en juillet. Pour la période 1991-2020, la température moyenne annuelle observée sur la station météorologique de Météo-France la plus proche, « Coublanc », sur la commune de Coublanc à 5 km à vol d'oiseau, est de 10,9 °C et le cumul annuel moyen de précipitations est de 926,7 mm. 
La température maximale relevée sur cette station est de 41 °C, atteinte le 25 juillet 2019 ; la température minimale est de −26 °C, atteinte le 9 janvier 1985,,.
Les paramètres climatiques de la commune ont été estimés pour le milieu du siècle (2041-2070) selon différents scénarios d'émission de gaz à effet de serre à partir des nouvelles projections climatiques de référence DRIAS-2020. Ils sont consultables sur un site dédié publié par Météo-France en novembre 2022.

## Urbanisme

### Typologie
Au 1er janvier 2024, Saint-Broingt-le-Bois est catégorisée commune rurale à habitat dispersé, selon la nouvelle grille communale de densité à sept niveaux définie par l'Insee en 2022.
Elle est située hors unité urbaine. Par ailleurs la commune fait partie de l'aire d'attraction de Langres, dont elle est une commune de la couronne,. Cette aire, qui regroupe 77 communes, est catégorisée dans les aires de moins de 50 000 habitants,.

### Occupation des sols
L'occupation des sols de la commune, telle qu'elle ressort de la base de données européenne d’occupation biophysique des sols Corine Land Cover (CLC), est marquée par l'importance des territoires agricoles (72,4 % en 2018), une proportion identique à celle de 1990 (72,4 %). La répartition détaillée en 2018 est la suivante : 
prairies (31,7 %), forêts (27,6 %), terres arables (20,9 %), zones agricoles hétérogènes (19,8 %). L'évolution de l’occupation des sols de la commune et de ses infrastructures peut être observée sur les différentes représentations cartographiques du territoire : la carte de Cassini (XVIIIe siècle), la carte d'état-major (1820-1866) et les cartes ou photos aériennes de l'IGN pour la période actuelle (1950 à aujourd'hui).

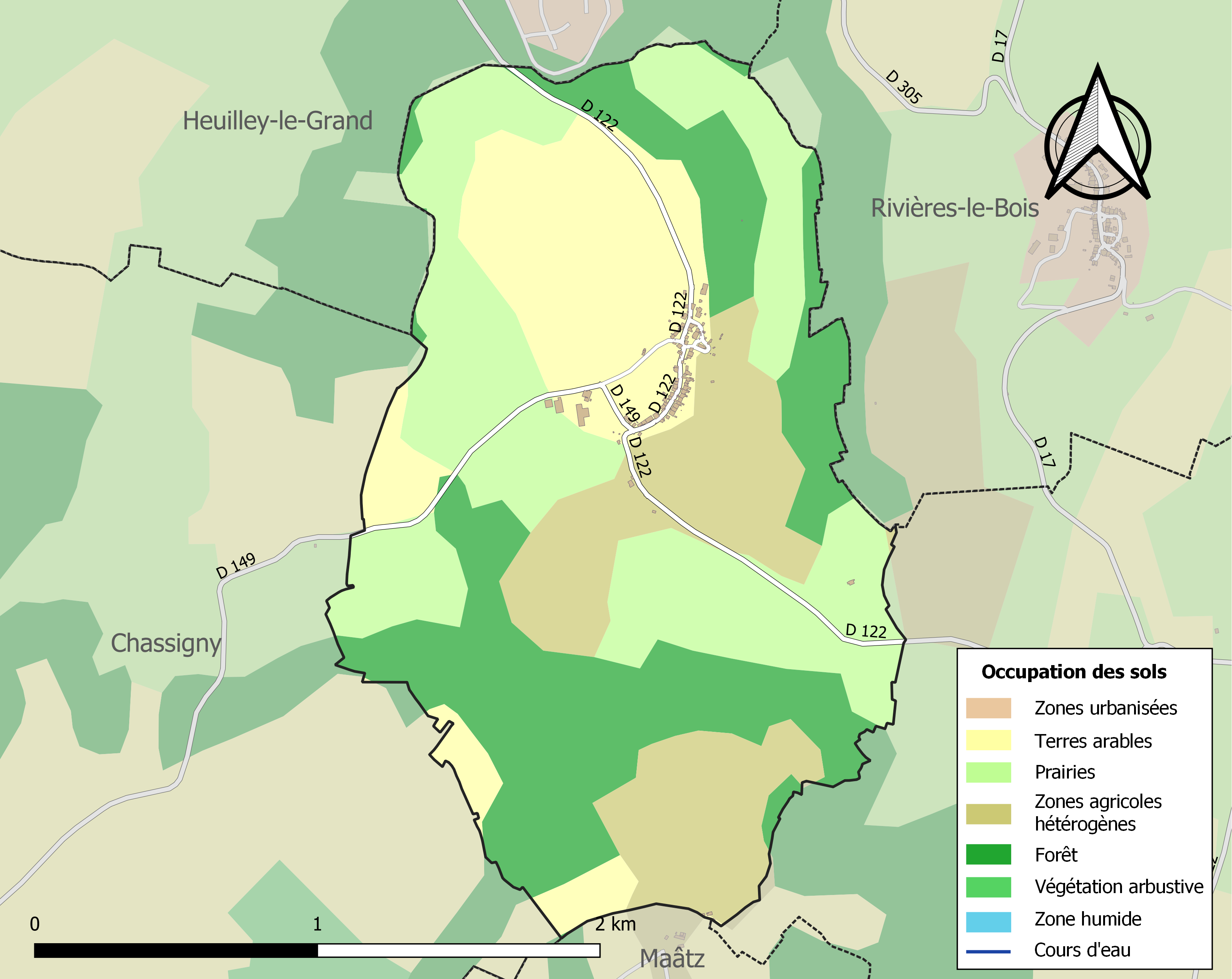
Carte des infrastructures et de l'occupation des sols de la commune en 2018 (CLC).

## Toponymie
Saint-Broingt-le-Bois doit son nom à Bénigne, évangélisateur de la région: Broingt est ainsi le résultat de la contraction et de la déformation de Bénigne.

## Histoire

### Cartes de Cassini
|  |  |

La carte de Cassini ci-dessus montre qu'au XVIIIe siècle, Saint-Broingt, qui s'écrit Saint-Broing, est une paroisse située sur la rive droite du ruisseau  La Flasse. Deux moulins à eau aujourd'hui disparus  fonctionnaient sur ce ruisseau.

À cette époque, le village était beaucoup plus peuplé qu'aujourd'hui 250 habitants contre 70 actuellement.
|  | La Carte de Cassini ci-contre montre que La Resaigne prend sa source à Chalindrey et se dirige vers le sud pour se jeter dans Le Salon à Coublanc après avoir travaversé les villages du Pailly, Violot, Rivières-le-Bois, Grandchamp et Maâtz. Cinq moulins à eau symbolisés par une roue dentée sont représentés sur la rivière, tous sur son cours supérieur. Sur la rive droite, le ruisseau La Flasse traverse le village de Saint-Broingt-le-Bois pour se jeter dans la Resaigne. Deux moulins à eau fonctionnaient à cette époque dans ce village. |

## Politique et administration

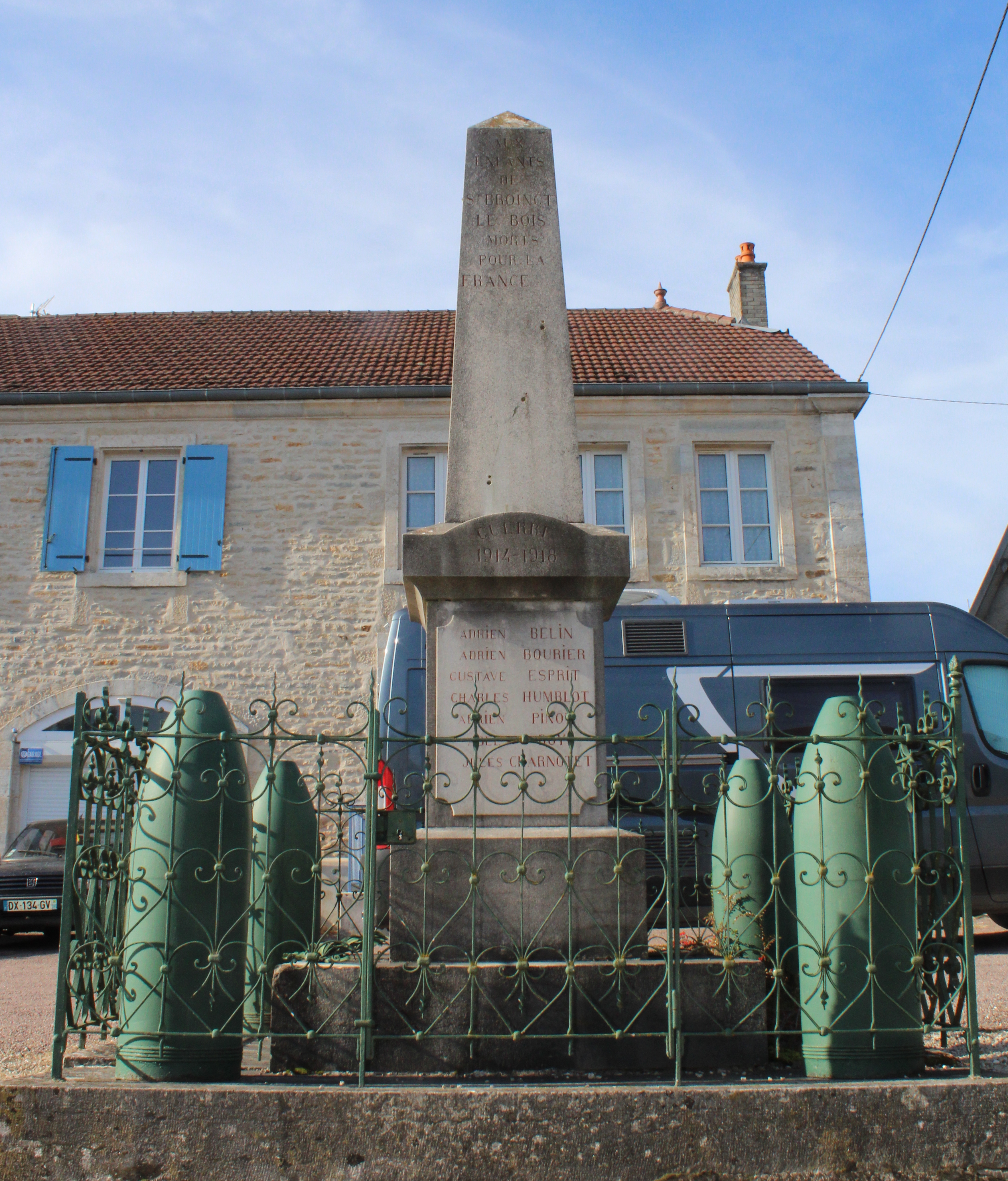
Le monument aux morts.

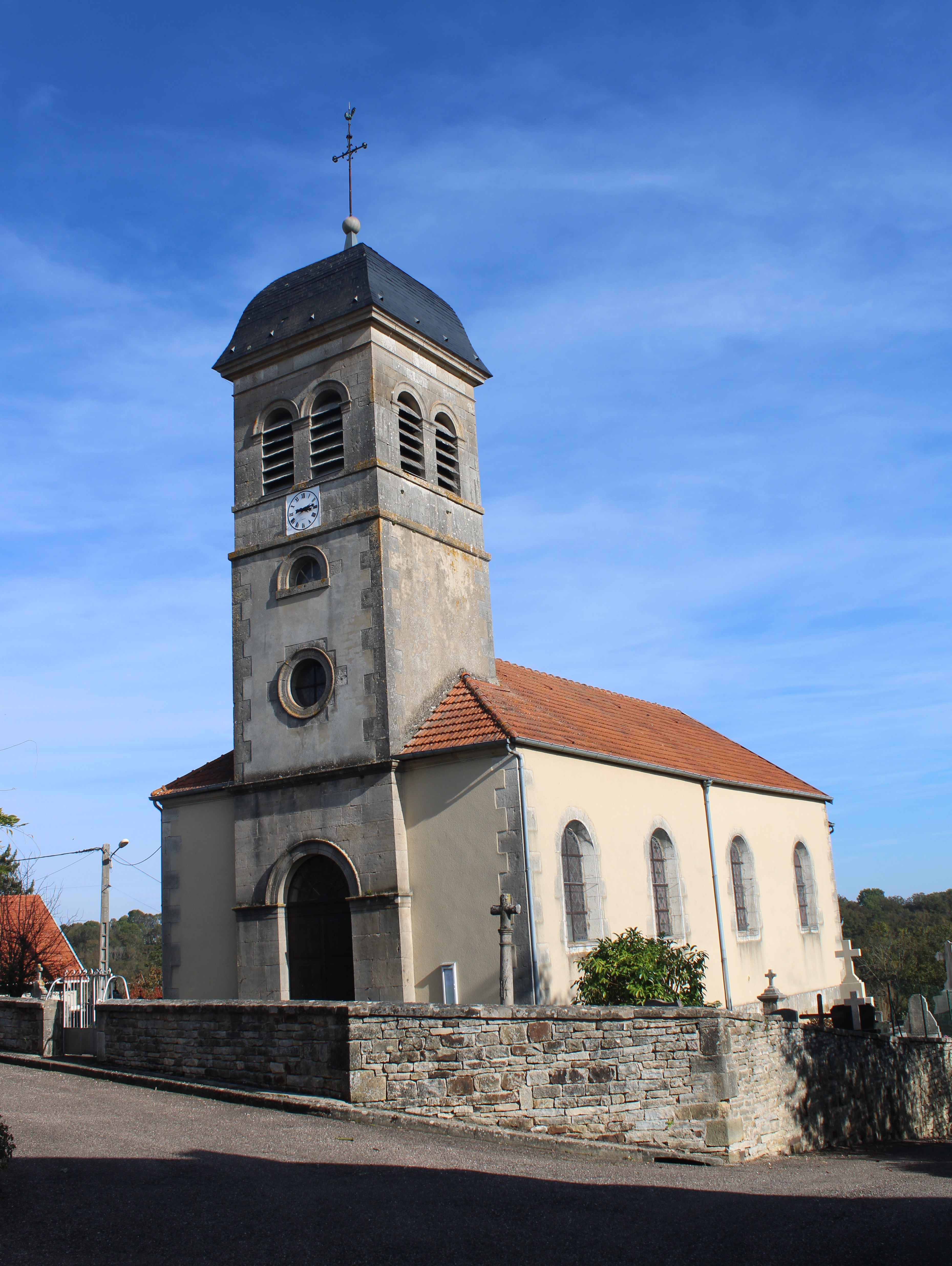
L'église.

### Liste des maires
| Période                                  | Période  | Identité       | Étiquette | Qualité |
| ---------------------------------------- | -------- | -------------- | --------- | ------- |
| Les données manquantes sont à compléter. |          |                |           |         |
| mars 2001                                | En cours | Claude Pelotte |           |         |

## Population et société

### Démographie

#### Évolution démographique
L'évolution du nombre d'habitants est connue à travers les recensements de la population effectués dans la commune depuis 1793. Pour les communes de moins de 10 000 habitants, une enquête de recensement portant sur toute la population est réalisée tous les cinq ans, les populations de référence des années intermédiaires étant quant à elles estimées par interpolation ou extrapolation. Pour la commune, le premier recensement exhaustif entrant dans le cadre du nouveau dispositif a été réalisé en 2007.

En 2022, la commune comptait 71 habitants, en évolution de −14,46 % par rapport à 2016 (Haute-Marne : −4,62 %, France hors Mayotte : +2,11 %).
| 1793 | 1800 | 1806 | 1821 | 1831 | 1836 | 1841 | 1846 | 1851 |
| ---- | ---- | ---- | ---- | ---- | ---- | ---- | ---- | ---- |
| 253  | 228  | 273  | 462  | 252  | 235  | 265  | 257  | 278  |

| 1856 | 1861 | 1866 | 1872 | 1876 | 1881 | 1886 | 1891 | 1896 |
| ---- | ---- | ---- | ---- | ---- | ---- | ---- | ---- | ---- |
| 261  | 271  | 238  | 255  | 229  | 216  | 235  | 215  | 206  |

| 1901 | 1906 | 1911 | 1921 | 1926 | 1931 | 1936 | 1946 | 1954 |
| ---- | ---- | ---- | ---- | ---- | ---- | ---- | ---- | ---- |
| 172  | 183  | 168  | 126  | 137  | 136  | 135  | 120  | 123  |

| 1962 | 1968 | 1975 | 1982 | 1990 | 1999 | 2006 | 2007 | 2012 |
| ---- | ---- | ---- | ---- | ---- | ---- | ---- | ---- | ---- |
| 121  | 130  | 112  | 101  | 75   | 55   | 82   | 85   | 73   |

| 2017 | 2022 | - | - | - | - | - | - | - |
| ---- | ---- | - | - | - | - | - | - | - |
| 71   | 71   | - | - | - | - | - | - | - |

C'est la commune de Haute-Marne avec le plus fort taux de population comptée à part en 2006 selon l'Insee, avec 33,9 % (42 personnes pour une population totale de 124 habitants). Ce taux s'explique par la présence de la maison familiale rurale.

## Culture locale et patrimoine

### Lieux et monuments
Un ancien château sert maintenant depuis plus d'un demi-siècle de Maison Familiale et Rurale qui est un centre de formation par alternance de la 4e au bac professionnel.
Deux filières de formation sont présentes :
- la production agricole avec un BAC Pro CGEA, le titre de Technicien Agricole (Niveau IV) ;
- les services à la personne : Bac Pro SAPAT, VAE DEAVS DEAMP...

Le bâtiment et ses jardins sont ouverts à la location hors périodes scolaires.

### Les calvaires du village

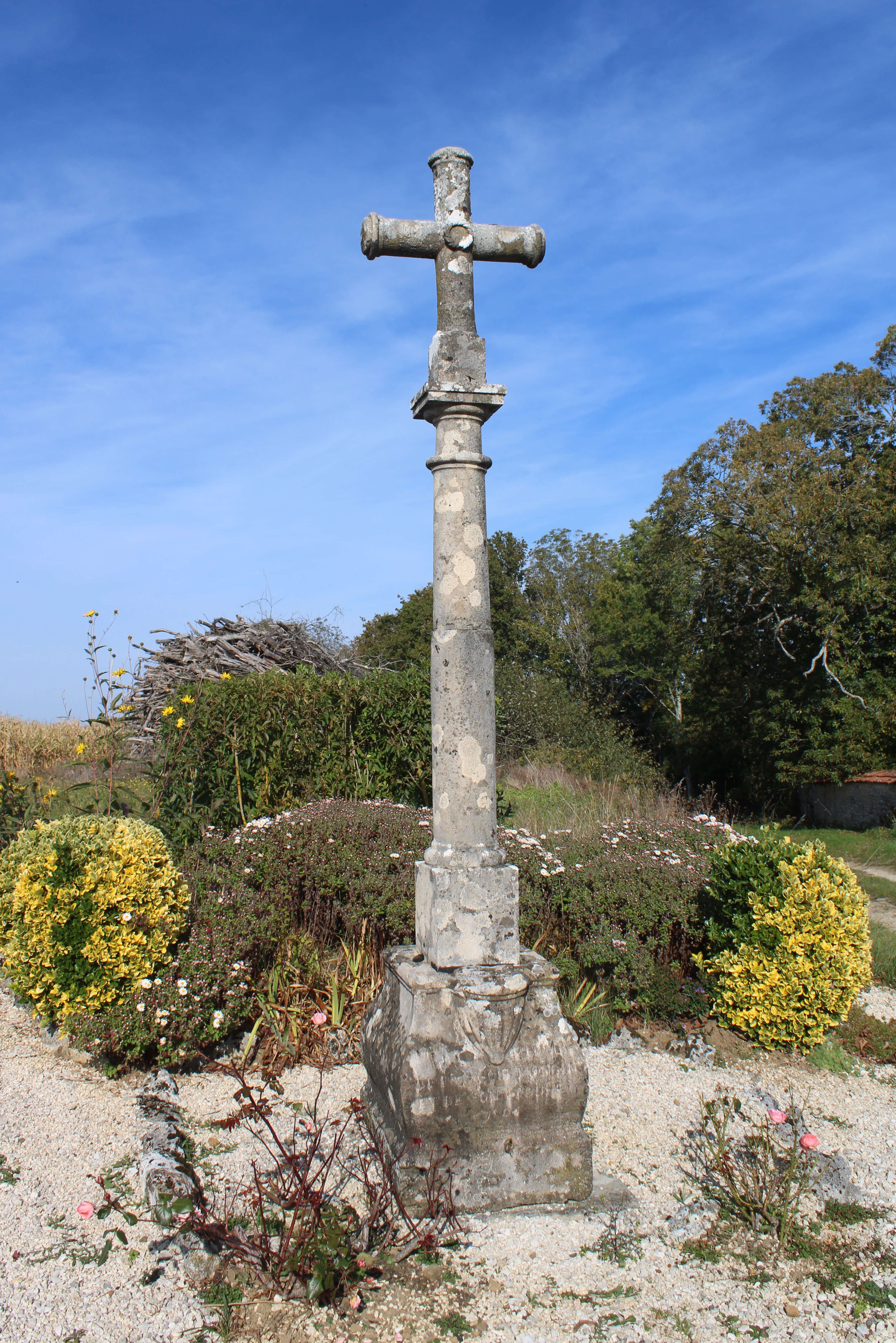
Calvaire
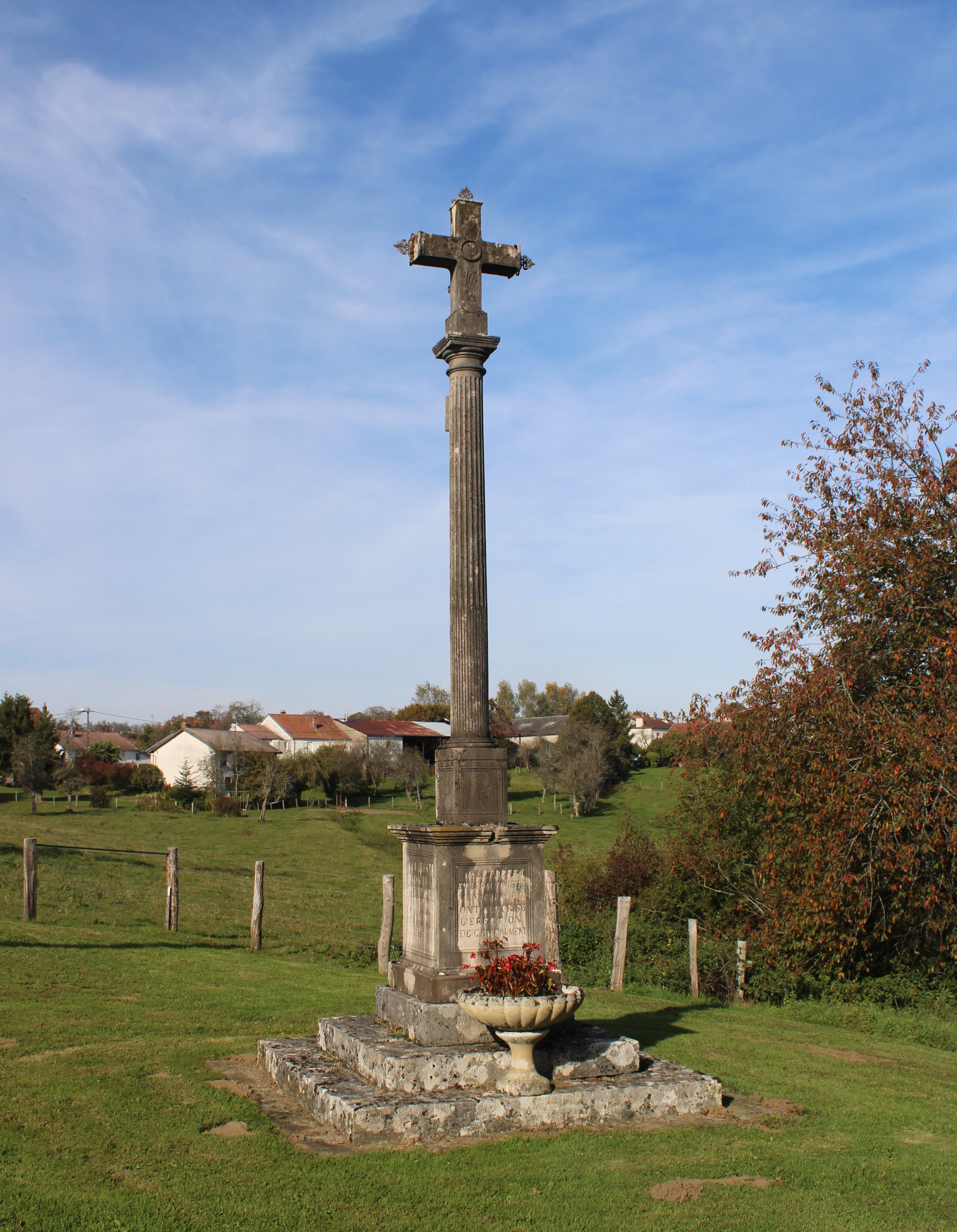
Calvaire
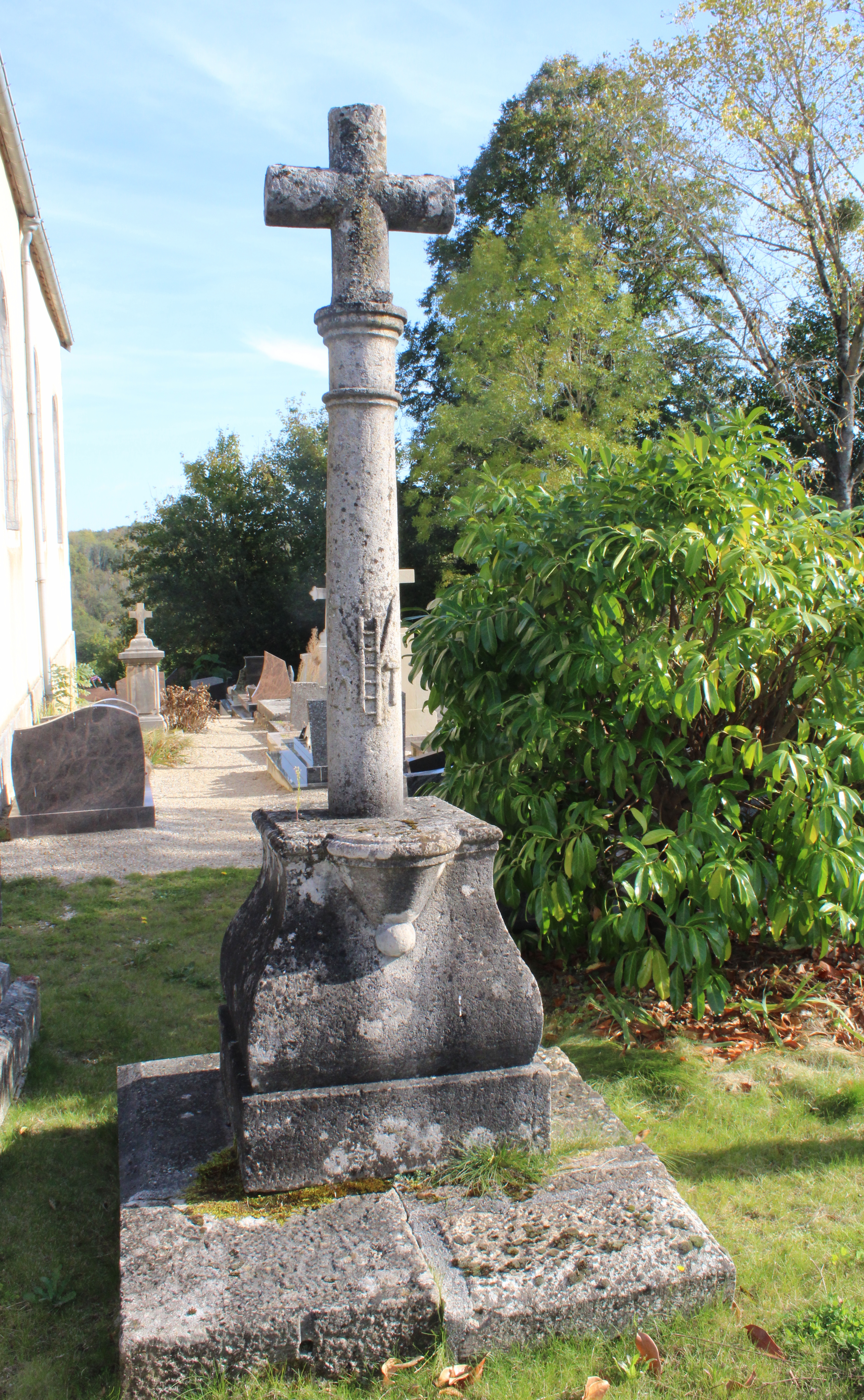
Calvaire de l'église

### Personnalités liées à la commune
- Jean Robinet, écrivain paysan.

## Héraldique
| Blason de Saint-Broingt-le-Bois | Blason  | Écartelé: au 1 d'or à un chêne de sinople fûté de tenné , au 2 de gueules à deux lances de tournoi d'argent passées en sautoir, au 3 de gueules à une feuille de chêne d'argent posée en bande, au 4 d'or à une branche de chêne de sinople |
| Blason de Saint-Broingt-le-Bois | Détails | Créé par JF Binon. Sur l'application PanneauPocket, 2024 |